# Diocesi di Nuoro

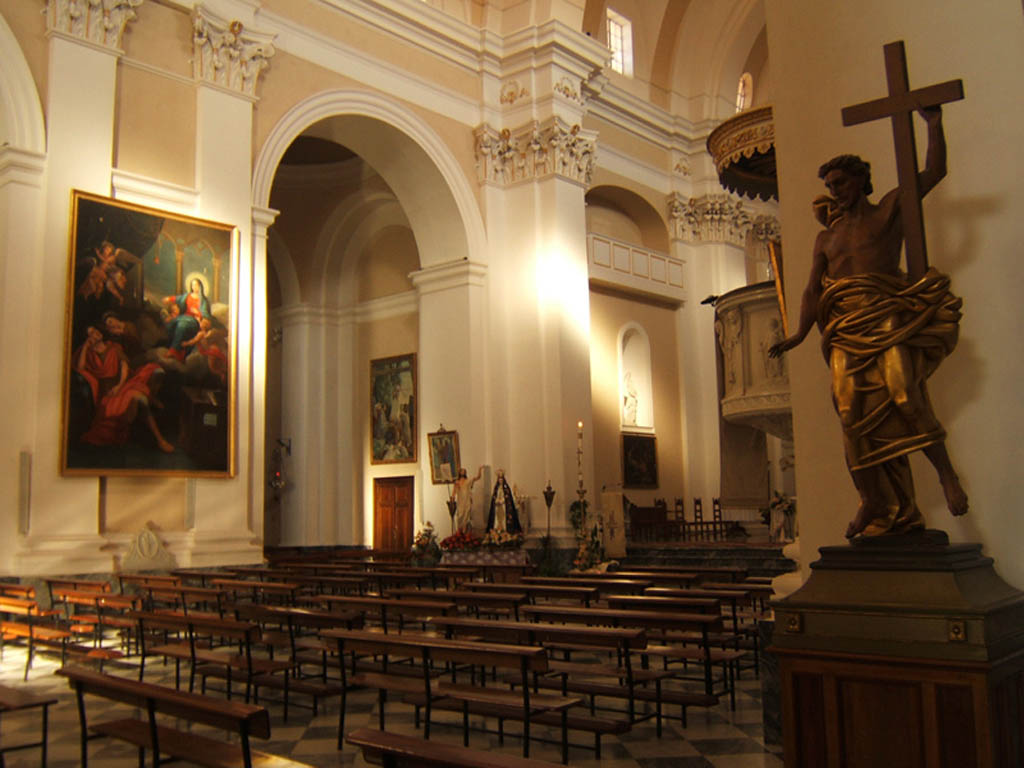
Interno della cattedrale.

La diocesi di Nuoro (in latino Dioecesis Nuorensis) è una sede della Chiesa cattolica in Italia suffraganea dell'arcidiocesi di Cagliari appartenente alla regione ecclesiastica Sardegna. Nel 2023 contava 115.606 battezzati su 116.360 abitanti. È retta dal vescovo Antonio Mura.

## Territorio
La diocesi comprende le regioni tradizionali sarde del nuorese, della Barbagia di Ollolai e della Baronia, per un totale di 29 comuni, di cui 28 in provincia di Nuoro e uno in provincia di Sassari:
- in provincia di Nuoro i comuni di: Bitti, Dorgali, Fonni, Galtellì, Gavoi, Irgoli, Loculi, Lodè, Lodine, Lula, Mamoiada, Nuoro, Oliena, Ollolai, Olzai, Onanì, Onifai, Oniferi, Orani, Orgosolo, Orosei, Orotelli, Orune, Ottana, Posada, Sarule, Siniscola e Torpè;
- in provincia di Sassari il comune di Budoni.

Sede vescovile è la città di Nuoro, dove si trova la cattedrale di Santa Maria della Neve. A Galtellì e a Ottana si trovano le ex cattedrali dedicate rispettivamente a San Pietro e a San Nicola.
Il territorio si estende su 2.806 km² ed è suddiviso in 46 parrocchie, suddivise in 5 foranie: Nuoro, Bitti e Siniscola, Dorgali, Fonni e Gavoi, Orani.

## Storia
Con la nascita dei giudicati, anche la Chiesa si mosse per la riorganizzazione ecclesiastica della Sardegna. Forse all'epoca di papa Alessandro II (1061-1073), l'isola fu suddivisa in province ecclesiastiche corrispondenti ai giudicati.
In Gallura è attestato per la prima volta un episcopatus gallurensis in una carta del 1095. Anche il vescovo Villano, documentato nel 1114 e nel 1116, è menzionato come vescovo della Gallura senza indicazione specifica della sede episcopale. Questo farebbe pensare che in origine, la Gallura aveva un'unica diocesi e solo in un secondo momento fu eretta anche la diocesi di Galtellì, per dismembramento dal territorio della diocesi gallurese, che assunse contestualmente il nome di diocesi di Civita.
La diocesi di Galtellì è menzionata per la prima volta nel 1138, nella bolla Tunc apostolicae sedis di papa Innocenzo II, con la quale il pontefice sottometteva alla provincia ecclesiastica dell'arcidiocesi di Pisa le due diocesi galluresi. È dunque ipotizzabile che la diocesi di Galtellì sia stata eretta fra il 1116, quando la Gallura aveva ancora una sola diocesi, e il 1138, quando per la prima volta ne sono attestate due.
La sottomissione a Pisa fu confermata dai papi successivi, in particolare nel 1146, nel 1157 e nel 1176. Caduto il dominio pisano sulla Sardegna, la sede di Galtellì divenne dipendenza diretta della Santa Sede. Il primo vescovo noto di Galtellì è Bernardo, documentato nel 1138 e nel 1143; la cattedrale era dedicata a San Pietro apostolo.
La giurisdizione dei vescovi di Galtellì si estendeva sulle curatorie della Barbagia di Bitti, di Orfili, di Galtellì e di Posada. Comprendeva le parrocchie dei villaggi di Bibisse, Bitti, Dorgali, Duascodere, Dulicorra, Dure, Feronia, Filluri, Gadano, Galtellì, Golcone, Goltodolfe, Gorgolenero, Gorofai, Gurguray, Iloe, Irgoli (Ircule), Isarle (Gisalle), Locchoe, Lochele, Loculi, Lodè (Lodedè), Longe (Iloghe), Lula, Montanna, Muro, Nurule, Oliena, Onanì, Onifai, Orfillo, Orosei, Ossio, Panana, Posada, Resquion, San Giovanni di Ofillo, San Giovanni di Ossillili, Santa Lucia, Santa Maria di Lugula, Sancta Maria Magdalena, Siniscola, Soltenissa, Stellaria, Sulla, Tamarispa, Torpè e Torpè Ispertu.
In forza della bolla Sacrosancta Romana Ecclesia di papa Alessandro VI dell'11 settembre 1495 la diocesi fu soppressa ed il suo territorio unito a quello dell'arcidiocesi di Cagliari: questa decisione fu causata dalle ristrettezze economiche e dall'esiguità della popolazione, decimata dalle pestilenze e dalle guerre giudicali. Quest'unione entrò in vigore l'anno successivo, con la morte del vescovo Giovanni Vincy.
Durante l'unione con Cagliari, vi furono dei tentativi per ripristinare la diocesi di Galtellì, ma non andarono in porto. Il ripristino della diocesi si attuò con il governo sabaudo.
Il 21 luglio 1779, in virtù della bolla Eam inter coeteras di papa Pio VI, la sede fu ristabilita con il nome di diocesi di Galtellì-Nuoro, come suffraganea dell'arcidiocesi di Cagliari e con residenza a Nuoro. Il territorio comprendeva, oltre quello dell'antica diocesi di Galtellì, la città di Nuoro ed i paesi di Orune che fino al 1502 faceva parte della diocesi di Castro, e Lollove, ricavati dalla diocesi di Alghero; Orgosolo, acquisita dall'arcidiocesi di Cagliari; e Fonni e Mamoiada, che erano appartenute all'arcidiocesi di Oristano.
Durante il XIX secolo la diocesi ha avuto una vita travagliata con un lungo periodo di sede vacante. Nel 1828 il vescovo Casabianca fu interdetto per aver dimostrato una condotta riprovevole. Allora la diocesi venne affidata a diversi amministratori apostolici: prima a Giovanni Maria Bua, arcivescovo di Oristano, poi ad Alessandro Domenico Varesini, arcivescovo di Sassari e infine a Emanuele Marongiu Nurra, arcivescovo di Cagliari. Questi ultimi due prelati dovettero però patire gravi discordie da parte del governo del Regno di Sardegna. Per le proteste contro la legislazione lesiva dei diritti della Chiesa furono condannati a pene detentive da scontarsi nei rispettivi episcopii e videro espropriate le rendite delle loro mense episcopali. La vacanza della sede si protrarrà fino al 1867.
Nonostante ciò, l'amministratore Giovanni Maria Bua eresse il seminario diocesano, costruì il nuovo palazzo episcopale e dette avvio alla costruzione di una nuova cattedrale, in sostituzione della precedente dedicata a Santa Maria Maggiore.
In seguito alla ricostituzione della provincia di Nuoro, il 27 gennaio 1928 la diocesi ha assunto il nome attuale in forza del decreto Antiquam Galtellinensem della Congregazione Concistoriale. Nel 2004 Galtellì è diventata una sede titolare.
Tra i vescovi più importanti del Novecento sono da segnalare Maurilio Fossati, vescovo dal 1924 al 1929, poi arcivescovo di Sassari e di Torino, e cardinale; e Giuseppe Cogoni, vescovo dal 1930 al 1939, a cui si deve la nascita del bollettino diocesano e l'istituzione dell'azione cattolica in tutte le parrocchie della diocesi.
Il 31 dicembre 1938, con decreto della Congregazione Concistoriale, le parrocchie di Orotelli, Ottana, Orani, Sarule e Oniferi passarono dalla diocesi di Alghero alla diocesi di Nuoro.
Nel 1983 e nel 1987 sono state proclamate beate da Giovanni Paolo II due giovani donne del nuorese, la suora trappista Maria Gabriella dell'Unità e Antonia Mesina, martire della purezza.
Dal 9 aprile 2020 la diocesi è unita in persona episcopi alla diocesi di Lanusei.

## Cronotassi
Si omettono i periodi di sede vacante non superiori ai 2 anni o non storicamente accertati.

### Vescovi di Galtellì
- Bernardo † (prima del 1138 - dopo il 1143)
- Giovanni † (menzionato nel 1173)
- Magister[11] † (menzionato nel 1206)
- Anonimo † (menzionato nel 1254)
- Anonimo † (? - circa giugno 1263 deceduto)
- Anonimo † (dopo giugno 1263 - ?)
- Pompeiano † (menzionato nel 1273)
- Anonimo † (menzionato nel 1302)
- Nicola † (? - 1329 deceduto)
- Gualtiero, O.P. † (19 giugno 1329 - ? deceduto)
- Simone † (30 luglio 1333 - ? deceduto)
- Antonio † (15 luglio 1345 - ? deceduto)
- Arnaldo, O.Carm. † (11 luglio 1348 - ? deceduto)
- Alberto † (10 marzo 1365 - ? deceduto)
- Antonio Sabatini, O.Carm. † (28 gennaio 1376 - ? deceduto)
  - Antoine Pétri, O.Carm. † (28 marzo 1379 - ? deceduto) (obbedienza avignonese)
  - Guillaume Arnaud, O.F.M. † (26 gennaio 1386 - ?) (obbedienza avignonese)
- Antonio Roceres † (1387 - 1394 deceduto)
- Paolo, O.F.M. † (14 ottobre 1394 - ?)
- Bertrando Flores † (19 settembre 1404 - 21 dicembre 1407 nominato arcivescovo di Oristano)
- Gerardo † (27 agosto 1406 - ? deceduto)
- Giovanni Miracapelli, O.P. † (11 dicembre 1419 - ? deceduto)
- Giovanni Ferrer, O.F.M. † (10 luglio 1426 - 1428 deceduto)
- Guglielmo da Morana, O.F.M. † (5 marzo 1428 - 1432 deceduto)
- Sebastiano Abbate, O.P. † (6 marzo 1433 - ? deceduto)
- Lorenzo Pujol, O.F.M. † (28 settembre 1451 - ? deceduto)
- Giovanni Cicci, O.P. † (8 giugno 1457 - ? deceduto)
- Giorgio Pinna † (4 maggio 1467 - ? deceduto)
- Guglielmo Oller † (6 gennaio 1487 - ? deceduto)
- Guglielmo Vidal † (26 giugno 1490 - ? deceduto)
- Giovanni Vincy † (8 gennaio 1494 - 1496 deceduto)
  - Sede unita all'arcidiocesi di Cagliari (1496-1779)

### Vescovi di Galtellì-Nuoro, poi Nuoro
- Giovanni Antioco Serra-Urru † (18 settembre 1780 - 8 febbraio 1786 deceduto)
  - Sede vacante (1786-1788)
- Pietro Craveri, O.F.M. † (7 aprile 1788 - 7 ottobre 1801 deceduto)
- Alberto Maria Giuseppe Andrea Luigi Solinas, O.Carm. † (17 gennaio 1803 - 17 luglio 1817 deceduto)
- Antonio-Maria Casabianca † (29 marzo 1819 - 29 gennaio 1828 dimesso)
  - Sede vacante (1828-1867)[12]
- Salvatore Angelo Demartis, O.Carm. † (22 febbraio 1867 - 24 giugno 1902 deceduto)
- Luca Canepa † (18 febbraio 1903 - 11 dicembre 1922 deceduto)
- Maurilio Fossati, O.SS.G.C.N. † (24 marzo 1924 - 2 ottobre 1929 nominato arcivescovo di Sassari)
- Giuseppe Cogoni † (20 novembre 1930 - 4 novembre 1938 nominato arcivescovo di Oristano)
- Felice Beccaro † (3 marzo 1939 - 26 novembre 1946 nominato vescovo di San Miniato)
- Giuseppe Melas † (31 gennaio 1947 - 10 settembre 1970 deceduto)
- Giovanni Melis Fois † (7 novembre 1970 - 16 aprile 1992 ritirato)
- Pietro Meloni (16 aprile 1992 - 21 aprile 2011 ritirato)
- Mosè Marcia (21 aprile 2011 - 2 luglio 2019 ritirato)
- Antonio Mura, dal 2 luglio 2019

## Statistiche
La diocesi nel 2023 su una popolazione di 116.360 persone contava 115.606 battezzati, corrispondenti al 99,4% del totale.
| anno | popolazione | popolazione | popolazione | presbiteri | presbiteri | presbiteri | presbiteri                | diaconi | religiosi | religiosi | parrocchie |
| anno | battezzati  | totale      | %           | numero     | secolari   | regolari   | battezzati per presbitero | diaconi | uomini    | donne     | parrocchie |
| ---- | ----------- | ----------- | ----------- | ---------- | ---------- | ---------- | ------------------------- | ------- | --------- | --------- | ---------- |
| 1950 | 102.000     | 102.000     | 100,0       | 68         | 60         | 8          | 1.500                     |         | 10        | 110       | 34         |
| 1969 | 118.078     | 118.078     | 100,0       | 99         | 84         | 15         | 1.192                     |         | 20        | 115       | 44         |
| 1980 | 127.091     | 126.991     | 100,1       | 94         | 85         | 9          | 1.352                     |         | 18        | 166       | 47         |
| 1990 | 125.841     | 128.332     | 98,1        | 101        | 90         | 11         | 1.245                     |         | 15        | 138       | 46         |
| 1999 | 124.676     | 125.231     | 99,6        | 87         | 79         | 8          | 1.433                     | 5       | 9         | 122       | 46         |
| 2000 | 125.102     | 125.829     | 99,4        | 86         | 78         | 8          | 1.454                     | 6       | 9         | 131       | 46         |
| 2001 | 124.990     | 125.665     | 99,5        | 93         | 82         | 11         | 1.343                     | 6       | 12        | 128       | 46         |
| 2002 | 125.205     | 126.014     | 99,4        | 88         | 77         | 11         | 1.422                     | 5       | 12        | 115       | 46         |
| 2003 | 124.485     | 125.178     | 99,4        | 90         | 76         | 14         | 1.383                     | 5       | 14        | 122       | 46         |
| 2004 | 122.526     | 123.906     | 98,9        | 88         | 75         | 13         | 1.392                     | 7       | 13        | 121       | 46         |
| 2010 | 122.447     | 124.708     | 98,1        | 94         | 81         | 13         | 1.302                     | 8       | 14        | 111       | 46         |
| 2013 | 122.912     | 124.811     | 98,5        | 89         | 76         | 13         | 1.381                     | 8       | 14        | 91        | 46         |
| 2016 | 122.045     | 123.789     | 98,6        | 85         | 73         | 12         | 1.435                     | 8       | 12        | 66        | 46         |
| 2019 | 121.987     | 122.930     | 99,2        | 78         | 67         | 11         | 1.563                     | 8       | 12        | 59        | 46         |
| 2021 | 118.561     | 119.214     | 99,5        | 78         | 70         | 8          | 1.520                     | 8       | 8         | 49        | 46         |
| 2023 | 115.606     | 116.360     | 99,4        | 69         | 65         | 4          | 1.675                     | 8       | 4         | 30        | 46         |